# ブルガリア軍参謀本部
ブルガリア軍参謀本部（Генерален щаб на Българската армия；略称ГШ）とは、ブルガリア軍の軍令機関。平時は、三軍と直轄部隊から成るブルガリア軍のみを指揮するが、戦時には、国防省、軍事情報庁、保安・憲兵・軍事防諜庁、軍事教育施設等を含めたブルガリア共和国軍を指揮する。

## 機構
参謀総長
- 参謀本部事務局

参謀第一次長
作戦担当参謀次長
- 情報局（J-2）
- 作戦総局（J-3）
- 通信・情報システム総局（J-6）

資源担当参謀次長
- 人事局（J-1）
- 防衛・軍計画局（J-5）
- 物資機材・医療保障局（J-4）

## 歴代参謀総長・国防長官
| 職名                                                                | 氏名                                   | 階級                                              | 在任期間                    | 出身校 | 前職           |
| ------------------------------------------------------------------- | -------------------------------------- | ------------------------------------------------- | --------------------------- | --- | -------------- |
| 参謀総長(2006年6月1日‐2009年5月12日) 国防長官(2009年5月12日‐7月7日) | ズラタン・ストイコフ（Златан Стойков） | 大将(陸軍)                                        | 2006年6月1日‐2009年7月7日   | ワシル・レフスキ高等軍事学校 G,Sラコフスキー陸軍士官学校 ソ連 参謀アカデミー                                              | 陸軍参謀長     |
| 国防長官                                                            | シメオン・シメオノフ                   | 大将(空軍)                                        | 2009年7月7日‐2014年6月30日  | ゲオルギ ベコンスキー高等空軍学校 ソ連 ユーリ ガガーリン空軍士官学校 ドイツ ハンブルグ 参謀学部                           | 空軍訓練参謀長 |
| 国防長官                                                            | ルーメン・ニコロフ                     | 中将(海軍)                                        | 2014年6月30日‐2016年2月9日  | ヴォルナ高等海軍学校 G,Sラコフスキー陸軍士官学校                                                                          | 海軍司令官     |
| 国防長官                                                            | コンスタンチン・ポポフ                 | 大将(空軍)                                        | 2016年２月9日‐2017年1月19日 | G,Sラコフスキー陸軍士官学校 ゲオルギ ベコンスキー高等空軍学校                                                             | 国防副長官     |
| 国防長官代理                                                        | エミール・エフィモフ                   | 中将(海軍)                                        | 2017年１月19日‐3月8日       | 二コラ ヴァプサロフ高等海軍学校 ロシア クズネツォフ海軍大学 アメリカ 海軍大学校 ドイツ NATO本部学校 イタリア NATO防衛大学 | 国防副長官     |
| 国防長官                                                            | アンドレイ・ボツェフ                   | 中将(陸軍)～2018年5月6日 大将(陸軍)2018年5月6日～ | 2,017年3月8日‐2020年2月27日 | ワシル レフスキー国立軍事学校 G,Sラコフスキー陸軍士官学校                                                                 | 地上軍司令官   |
| 国防長官代理                                                        | エミール・エフィモフ                   | 中将(海軍)                                        | 2020年2月27日‐3月30日       | 二コラ ヴァプサロフ高等海軍学校 ロシア クズネツォフ海軍大学 アメリカ 海軍大学校 ドイツ NATO本部学校 イタリア NATO防衛大学 | 国防副長官     |
| 国防長官                                                            | エミール・エフィモフ                   | 提督(海軍大将)                                    | 2020年3月30日‐              | 二コラ ヴァプサロフ高等海軍学校 ロシア クズネツォフ海軍大学 アメリカ 海軍大学校 ドイツ NATO本部学校 イタリア NATO防衛大学 | 国防長官代理   |